# Підгородецький Василь Семенович
Василь Володимирович Підгородецький (14 жовтня 1925, с. Крушельниця, нині Стрийський район, Львівська область — 20 серпня 2004) — член ОУН, політв'язень, вояк УПА, член Служби безпеки ОУН.

## Життєпис
Народився у с. Крушельниця на Сколівщині в селянській сім'ї. Закінчив 5 класів сільської школи. Після початку війни вступив до молодіжної мережі ОУН. Юнаки виконували доручення районного проводу: діставали продукти й медикаменти для підпілля. 1944 року Василя Підгородецького затримали червоноармійці, але, протримавши 2 місяці, відпустили. П. перейшов на нелегальний стан. В одній із перестрілок П. дивом залишився живим (за кожну голову повстанців давали чималі на ті часи гроші).
У середині 1948 року Василь Підгородецький був посланий на Східну Україну для підпільної пропагандистської діяльності: пояснювати, хто такі бандерівці та чого вони хочуть. П. погодився, знаючи, що звідти вже не повернеться в рідні Карпати. Цілий рік П. з товаришами жив у кам'яних шахтах у Молдавії, потім вони пішли в Хмельницьку обл., згодом перебралися в Луганську, а в 1952 — в Донецьку. Того ж року НКВС стало відомо, що в Донецькій обл. діє якась структура ОУН, і стали її розшукувати.

### Ув'язнення
У другій половині 1949 сім'ю Василя Підгородецького вислали в Тинду Амурської області. У лютому 1953 року Василя Підгородецького схопили в Донецьку, відправили до Києва, потім до Львова і, нарешті, в Дрогобич. І всюди жорстоко били. Трибунал Прикарпатського військового округу на триденному судовому засіданні, заслухавши 150 свідків, засудив Василя на 25 р. позбавлення волі, 5 р. заслання і 5 р. поразки в правах. Покарання відбував в омських, іркутських, мордовських таборах і на Уралі.
У грудні 1954 Василь прибув в омський табір, де одразу ж потрапив до ШІЗО (штрафний ізолятор) за різку відповідь на грубість та погрози начальника табору. У таборах Підгородецький постійно брав участь в акціях протесту проти жорстокості режиму й адміністрації, за що був неодноразово покараний, аж до тюремного ув'язнення. 1954 року, в дні святкування 300-річчя «возз'єднання» України з Росією, в'язні-українці, в тому числі Підгородецький, вивісили на знак протесту чорний прапор з написом: «Триста літ неволі».
Підгородецький потрапив до табору № 5 в Іркутській області. Умови в таборі були такими дикими, що через 2 дні в'язні організували страйк, оголосили смертельну голодівку, а група, в якій був Василь, захопила начальника табору, але як він благав, щоб не вбивали, то повстанці відпустили його. Усе це тривало 4 тижні, а всього не працювали 6 місяців. Після страйку 70 осіб притягнули до суду, а п'ятьох, у тому числі Підгородецького, попередили, що будуть судити як організаторів. Слідство тривало сім місяців, на суді прокурор вимагав розстрілу, але засудили його на 25 р. таборів. Підгородецький Василь потрапив спочатку до тобольської тюрми, потім на 7 місяців до харківської, далі до одеської.
У 1961 Підгородецький виявився в мордовських таборах, де вперше зустрівся з Михайлом Сорокою, який мав загальну повагу й авторитет. З табору № 11 у Мордовії з участю Василя була організована втеча двох в'язнів-українців — Антона Олійника і Романа Семенюка, яких піймали аж через декілька місяців. Скоро А. Олійника розстріляли за сфабрикованим звинуваченням. У 1966 з'явилися в мордовських таборах «шістдесятники», з якими в Василя Семеновича склалися дружні стосунки.
Особливо близьким він був з Михайлом Горинем. Після смерти в 1971 М. Сороки П. потрапив у 35-й табір Пермської обл. 1974 року начальство погрожувало, що буде судити Підгородецького Василя за «негативний вплив» на оточення і позбавить його 2 групи інвалідности.
У вересні 1974 комісія таки позбавила його інвалідности. 1975 Підгородецький Василь разом з іншими політв'язнями привітав А. Д. Сахарова з присудженням йому Нобелівської премії, а 1976 підписав листа на захист С. Ковальова і проти безперервних політичних репресій на волі та в концтаборах. Того ж року послав до ЦК КПРС заяву з вимогою згідно з гельсінськими угодами допустити в табори й тюрми комісію Міжнародного Червоного Хреста.
Василь Підгородецький брав участь у колективній відмові від радянського громадянства на знак протесту проти репресивних заходів адміністрації у відповідь на боротьбу політв'язнів за свої права. 1979 року він та М. Симчич переведені з табору № 35 до кримінального табору в Пермській обл. через те, що їхні «політичні» терміни скінчилися, а вони свого часу були додатково засуджені за участь у внутрішньотабірному опорі.
Звільнений 29 березня 1981, поїхав додому через Москву, де мав передати академікові А. Д. Сахарову листи з табору. Його зустріли співробітники КДБ і припровадили на вокзал, щоб без затримки їхав додому. Удома ж його негайно взяли під нагляд. Працював у будівельній бригаді. Приблизно через рік Підгородецькому оголосили, що він може вважати себе не прописаним у Сколівському районі, але, якщо зробить заяву по радіо й телебаченню з відмовою від своїх поглядів, то справа з пропискою буде залагоджена. Підгородецький відповів, що це безумство — вимагати від нього каяття після того, як він відбув 28 років у тюрмах і таборах. Через 2 дні його засудили в м. Сколе за «порушення паспортного режиму» на 3 роки позбавлення волі.
Він подавав у всі інстанції заяви й протести, внаслідок чого через 1,5 року його звільнили. Повернувся додому, а влада знову вимагає покаяння від нього — він вигнав їх з хати. І знову суд, і знову новий термін. Загалом Підгородецький Василь відбув у неволі майже 32 роки. Усе життя Підгородецький був фанатично відданий українській національній ідеї і твердо й безкомпромісно боровся за незалежність України.
У 1991 році Василь Підгородецький з допомогою М. Гориня і Зеновій Красівського перепоховав загиблих повстанців у своєму селі, брав участь у перевезенні на батьківщину праху сестри Степана Бандери. Того ж року Підгородецький брав участь у міжнародному конгресі політв'язнів у Києві, де запропонував перевезти прах М. Сороки до Львова. Цю ідею підтримав Євген Пронюк, і у 1992 році Василь Підгородецький разом із сином М. Сороки Богданом та Марією Вульчин перепоховали прах у Львові.